# Dmytro Romanjuk
Dmytro Romanjuk (ukrainisch Дмитро Романюк; * 26. März 1997) ist ein ukrainischer Hürdenläufer, der sich auf die 400-Meter-Distanz spezialisiert hat.

## Sportliche Laufbahn
Erste internationale Erfahrungen sammelte Dmytro Romanjuk im Jahr 2019, als er bei den U23-Europameisterschaften in Gävle mit 50,92 s im Halbfinale über 400 m Hürden ausschied. Anschließend gewann er bei den Balkan-Meisterschaften in Prawez in 51,12 s die Silbermedaille. Auch bei den Balkan-Meisterschaften in Cluj-Napoca im Jahr darauf gewann er in 50,61 s die Silbermedaille und 2021 siegte er bei den Balkan-Meisterschaften in Smederevo in 50,3 s. 2023 belegte er bei den Balkan-Meisterschaften in Kraljevo in 50,66 s den vierten Platz.
In den Jahren von 2020 bis 2023 wurde Romanjuk ukrainischer Meister im 400-Meter-Hürdenlauf.

## Persönliche Bestzeiten
- 400 Meter: 47,77 s, 23. Juli 2022 in Huizingen
- 400 m Hürden: 49,90 s, 20. Juni 2021 in Luzk